# 阿拉斯加契凱特白頭鷹保護區
阿拉斯加契凱特白頭鷹保護區（Alaska Chilkat Bald Eagle Preserve）是美国阿拉斯加州海恩斯附近的一个州立公园和自然保护区。阿拉斯加契凱特白頭鷹保護區始建于1982年，占地面积49320亩（199.6 km 2 )。
该保护区是世界上最大的白頭海鵰棲息地。全年當地有200到400只白頭海鵰棲息於此，秋季會有4,000只白頭海鵰來到該保護區。